# Mil Mi-8
El Mil Mi-8 (en ruso: Ми-8, designación OTAN: Hip)es un helicóptero de transporte de tamaño medio-grande y bimotor que también puede realizar tareas como helicóptero artillado fabricado por la Fábrica de helicópteros Mil de Moscú desde los años 1960. El primer prototipo, el W-8, con un único motor AI-24W, realizó su primer vuelo el 9 de julio de 1961. Un segundo prototipo, con dos motores AI-24W, hizo su primer vuelo el 17 de septiembre de 1962. Tras unos pequeños cambios, fue introducido en el inventario de la Fuerza Aérea Soviética en 1967 como Mi-8.
El Mi-8 es el helicóptero más producido del mundoy es usado por más de 50 países, entre ellos India, China e Irán. En 2023 aún continúa en producción.
Tiene numerosas variantes, entre el que cabe destacar el Mi-8T que es capaz de transportar 24 soldados a la vez que va armado con cohetes y misiles guiados antitanque. La versión de exportación Mi-17, que es empleada por alrededor de 60 países, es equivalente a la serie Mi-8M que está en servicio en Rusia. También derivan del Mi-8 el helicóptero naval Mi-14 y el helicóptero de ataque Mi-24.

## Diseño
Helicóptero de transporte pesado, diseñado en la Unión Soviética durante la Guerra Fría para equipar a las Fuerzas Armadas y a los países del Pacto de Varsovia para enfrentar a la OTAN, puede transportar a un pelotón completo de soldados en su interior y equipo militar al teatro de operaciones, detrás de las líneas enemigas y durante el desembarco de tropas, tiene una compuerta trasera de carga y dos puertas laterales para el ingreso de soldados, carga y equipo militar.
También es utilizado como un helicóptero de rescate, lucha contra incendios, apoyo aéreo cercano y puede transportar armas en sujeciones alares, que se instalan a los costados del fuselaje central, otros países lo utilizan como helicóptero de transporte comercial.
El desarrollo del Mi-8 comenzó en la segunda mitad de la década de 1950. El jefe de diseño Mikhail Leontyevich Mil creía que los motores de turbina sérian una verdadera revolución para los helicópteros ya que mejorarían no solo las características de vuelo, sino también la eficiencia. Por tanto pensó equipar su nuevo diseño con motores de ese tipo. En 1958 comenzó la construcción de cinco prototipos del nuevo helicóptero que le había sido encargado, que recibió el nombre provisional V-8. Los motores de turbina rusos aún se estaban desarrollando, por lo que los V-8 estaban equipados con un motor de avión AI-24, especialmente modificado para su instalación en un helicóptero. Mikhail Mil presionó a las autoridades para que aprobaran el desarrollo de un helicóptero bimotor, argumentando que la máquina se usaría como transporte vip y que no sería prudente comprometer la seguridad de los líderes soviéticos. La apelación resultó exitosa y después de que se inspeccionaron los diseños preliminares y una maqueta a gran escala, se aprobó el V-8A bimotor en mayo de 1960. 
El 24 de junio de 1961, el primer prototipo de vuelo del V-8 realizó su primer vuelo. Dos semanas después el prototipo participó en el desfile de aviación en el aeródromo Tushino, volando en círculo. En 1962 el prototipo V-8A comenzó las pruebas de vuelo con dos motores TV-2-117 especialmente diseñados para el helicóptero.
El nuevo helicóptero estaba destinado a reemplazar el helicóptero de transporte Mi-4, aunque el Mi-8 era un diseño completamente diferente. La ubicación de la planta motriz y la cabina se intercambiaron respecto al Mi-4. Gracias a esta solución la cabina ganó amplitud y la altura del fuselaje posterior era suficiente para que un todoterreno entrara en el interior del compartimento de carga. En el curso del desarrollo y las pruebas, cada vez se implementaron más diferencias con el Mi-4: superficie de vidrio de cabina más extensa, rotor de cinco palas, tren de aterrizaje de tres puntos. Estas y otras soluciones de Mikhail Mil establecieron la base de la larga vida de este helicóptero. Durante décadas, los Mi-8 han servido en áreas remotas e inaccesibles de todo el mundo.
En 1965 se comenzó la producción en serie en la Planta n°387 (Planta de Helicópteros de Kazán). El modelo de pasajeros lo llamaron Mi-8P, y el modelo de transporte Mi-8T. El helicóptero ganó popularidad rápidamente y en 1970 comenzó su producción en la Planta de Aviación de Ulan-Ude.
Tiene dos motores de turbina sobre el fuselaje central, el rotor principal tiene 5 aspas, mientras que el rotor de control lateral anti torque tiene 3 aspas , instalada en el lado derecho en los primeros diseños, luego se cambió al lado izquierdo en modelos posteriores para su exportación.
El tren de aterrizaje es de tipo triciclo, el delantero tiene dos ruedas y es de posición fija bajo la cabina de mando, el tren de aterrizaje posterior tiene una rueda a cada lado y está sujetado por grandes soportes a los costados del fuselaje, no tiene sistemas de mecanismos hidráulicos para retraer las ruedas y guardarlas dentro del fuselaje, para ahorrar peso y mejorar su diseño aerodinámico, no es necesario por la gran velocidad que logra alcanzar en las misiones de combate, puede transportar tanques de combustibles externos para aumentar su alcance.

## Historia operacional

### Finlandia
Las Fuerzas Armadas de Finlandia y la Guardia Fronteriza Finlandesa comenzaron a usar los Mi-8 en la década de 1970, y la Fuerza Aérea Finlandesa recibió su primer HS-2 en serie, el 28 de mayo de 1973, y el segundo, el HS-1, el 31 de mayo de 1973. Se obtuvieron seis Mi-8T al principio, seguidos de otros dos Mi-8T y dos Mi-8P. Tres de los helicópteros fueron entregados a la Guardia de Fronteras. Uno de ellos se perdió después de hundirse en el hielo durante un aterrizaje en abril de 1982. Pronto fue reemplazado por un nuevo Mi-8. Después de su servicio de Guardia de Fronteras, los helicópteros fueron transferidos al registro civil, pero poco después a la Fuerza Aérea Finlandesa. En 1997 se decidió que todos los helicópteros, incluidos los cinco Mi-8T y los dos Mi-8P restantes, deberían transferirse al Ala del Ejército en Utti. Todos los Mi-8 ahora han sido retirados. Un Mi-8 está en exhibición en el Museo de Aviación de Finlandia en Vantaa, y otro en el Museo de Aviación de Päijänne Tavastia en Asikkala, cerca de Lahti. Los dos Mi-8T finales se entregaron a Hungría en agosto de 2011 con todas las piezas de repuesto restantes.

### Georgia
La fuerza aérea de Georgia comenzó a operar helicópteros Mi-8 y Mi-17 a partir de 1991. Durante la guerra en Abjasia (1992–1993), ambos bandos utilizaron helicópteros Mi-8. Varios fueron derribados, el primero fue un civil georgiano Mi-8T que fue destruido en Soukhumi por un RPG-7. El 14 de diciembre de 1992, un misil SA-14 cerca de Lata derribó a un Mi-8T de la Fuerza Aérea de Rusia. En otras ocasiones, Abkhaz Mi-8MTV fue derribado por fuerzas georgianas, por SA-14 en un caso y por RPG-18 en un segundo caso, ambos durante 1993. En última instancia, el Mi-8MTV georgiano que transportaba refugiados civiles fue derribado y mató a 25 personas. La Fuerza Aérea y la Policía de Georgia operan actualmente alrededor de 20 Mi-8T / MTV. 

### Irak
Los Mi-8 fueron empleados por la antigua Aviación del Ejército Iraquí y la Fuerza Aérea Iraquí bajo Saddam Hussein. En la guerra entre Irán e Irak de la década de 1980, hubo un combate aire-aire entre helicópteros de aviación iraquíes e iraníes, incluso entre las cobras Bell AH-1J iraníes y los Mi-8 iraquíes.
Irak cuenta actualmente con una flota de entre 30/40 helicópteros Mi-17 comprados después de la invasión de 2003. Estos helicópteros desempeñaron misiones de combate y apoyo contra la insurgencia y .especialmente, durante la guerra contra ISIS.

### Sudán del Sur
El 21 de diciembre de 2012, un Mi-8 de Nizhnevartovskavia que trabaja para la Misión de las Naciones Unidas en Sudán del Sur (UNMISS) fue derribado y se estrelló cerca de Likuangole en el estado sudanés de Jonglei durante el conflicto interno de Sudán del Sur. Los cuatro tripulantes rusos a bordo murieron y, después de una confusión inicial, un portavoz de la ONU dijo que el ejército de Sudán del Sur confirmó el 22 de diciembre que disparó por error contra el helicóptero. 
El 26 de agosto de 2014, un Mi-8 de UTair Aviation que trabajaba para las Naciones Unidas se estrelló cuando se acercaba a una pista de aterrizaje cerca de Bentiu. Tres de los tripulantes rusos murieron y uno resultó herido. El comandante rebelde Peter Gadet afirmó que sus fuerzas lo derribaron usando una granada propulsada por cohete.

### Unión Soviética
La familia de helicópteros Mi-8 se convirtió en el principal helicóptero soviético y luego ruso, cubriendo una amplia gama de roles tanto en tiempo de paz como en tiempo de guerra. Las grandes flotas de Mi-8 y sus derivados son empleadas por operadores militares y civiles.
Gran cantidad de helicópteros de la familia Mi-8 se utilizaron durante la guerra soviético-afgana durante los años ochenta. Su construcción robusta permitió operaciones y mantenimiento en el teatro más fáciles. En Afganistán el Mi-8 solía llevar dos ametralladoras en los portones, y en la variante de ataque una a proa además de varias combinaciones de cohetes, bombas y misiles antitanque. Su autonomía y velocidad de crucero eran más que suficientes. Pero el Mi-8 fue apreciado sobre todo porque podía llevar hasta 24 soldados equipados, o hasta 12 camillas y un sanitario en labores de evacuación. Fue el utilizado para todo en las operaciones contrainsurgencia. Un gran número de Mi-8 se perdieron con varios disparos por el fuego enemigo, siendo el Mi-8 y sus derivados el principal modelo de avión perdido por la Unión Soviética en Afganistán.
Afganistán demostró que quedaba mucho por hacer para mejorar la capacidad de combate supervivencia del Mi-8. En las condiciones de calor y altura normales en Afganistán la potencia de la Serie I y Serie II dejaban mucho que desear. La escotilla en las puertas de carga se amplió para permitir el manejo de una ametralladora o para facilitar escapar en caso de emergencia. El polvo era una dificultad para los motores, por lo que se desarrollaron filtros en forma de tapas hemisféricas montadas en las entradas del motor. Se demostró la necesidad de contramedidas contra los misiles antiaéreos como el Stinger y se adoptaron nuevos escapes para enmascarar el flujo de aire caliente del motor a partir de 1984. Los lanzadores de bengalas se colocaron inicialmente en la parte inferior del brazo de cola, para luego montarse en el fuselaje, y se montó un sistema de contramedidas infrarrojas detrás del mástil del rotor. Se agregó blindaje interno en la cabina y los asientos, junto con paneles que se podían adosar en la parte externa del morro. El blindaje aumentó el peso en 180 kg.
Entre abril y mayo de 1986, los Mi-8 se usaron en grandes cantidades para arrojar materiales absorbentes de radiación al reactor n.º 4 de la Central Nuclear de Chernobyl después del desastre de Chernobyl, y el incendio se extinguió por el esfuerzo combinado de helicópteros que lanzaron más de 5000 Toneladas métricas de arena, plomo, arcilla y boro absorbente de neutrones en el reactor nuclear e inyectando nitrógeno líquido en él. La mayoría de los helicópteros fueron severamente irradiados y abandonados en un depósito de chatarra gigante, el llamado "cementerio de máquinas" cerca de Chernobyl, y varios desaparecieron del sitio en años posteriores. Durante el inicio de las operaciones, uno se estrelló cerca de la planta de energía después de golpear con el cable de una grúa de construcción, falleciendo toda su tripulación de cuatro miembros en el accidente. Ahora se sabe que prácticamente ninguno de los materiales absorbentes de neutrones alcanzó el núcleo.

### Rusia
En la década de 2000 se desarrollaron varias versiones de Mi-8 armados para misiones especiales del Servicio Federal de Seguridad, encargado de la seguridad nacional y la protección de las fronteras. El Mi-8MN de ataque desplegado desde 2001 con gran éxito en la guerra contra el terrorismo de Rusia en las repúblicas de Chechenia y Daguestán. En los años siguientes siguieron activos en operaciones esporádicas contra diversos movimientos terroristas islámicos en todo el Cáucaso Norte.

### Ucrania
El 16 de agosto de 2013, el Ministerio de Defensa de Ucrania informó que uno de sus Mi-8s había establecido un récord mundial de altitud de 9.150 metros en el aeródromo militar de Kirovske el 15 de agosto. 
Las Fuerzas Armadas de Ucrania utilizaron los Mi-8 junto con el Mi-24 en operaciones contra los rebeldes en el este de Ucrania durante el conflicto prorruso de 2014 en Ucrania. El 29 de mayo de 2014, los terroristas pro-rusos del este derribaron a la Guardia Nacional de Ucrania Mi-8 utilizando un MANPADS cerca de Slavyansk con 12 miembros del personal, incluido un general del Ejército, muerto y un herido grave. El 24 de junio de 2014, un rebelde ucraniano Mi-8 fue derribado por terriristas del este de Ucrania utilizando nuevamente un MANPADS cerca de Slavyansk con nueve miembros del personal muerto.

### Alemania
Alemania Oriental compró un total de 116 helicópteros Mi‑8: 44 Mi‑8T de transporte, 38 Mi‑8TVK de combate, 26 Mi‑8PS de pasajeros y 8 Mi‑9 puestos de mando aéreos. Los Mi‑8 fueron empleados por todas las ramas del National Volksarmee, la compañía aérea civil Interflug y la guardia fronteriza.
Las primeras entregas se hicieron en 1967, a la compañía Interflug. El último Mi‑8 entregado en 1987 fue a parar a la Fuerza Aérea y Defensa Aérea del Ejército Popular Nacional (en alemán: Luftstreitkräfte der Nationalen Volksarmee). La mayor parte de los helicópteros llegaron entre 1974 y 1977, entre ellos un lote de 21 Mi‑8T y otro de 30 Mi‑8TVK. Así Alemania operó la segunda flota más grande de Mi-8 del Pacto de Varsovia, ya que otros países prefirieron el más potente Mi-17 y nadie más en el Pacto compró la versión artillada Mi‑8TVK. El número de Mi‑8PS y Mi‑9 era desproporcionadamente alto dado el tamaño de la flota alemana, lo cual quizás explica porque no se compraron versiones de guerra electrónica como si hicieron Bulgaria, Checoslovaquia y Hungría.

### Yugoslavia
La Fuerza Aérea Yugoslava entregó 24 helicópteros de transporte Mi-8T (Cadera C) entre mayo de 1968 y mayo de 1969 para equipar a dos escuadrones del recién formado 119.º regimiento de transporte del aeropuerto militar de Niš, cada escuadrón con 12 helicópteros. Posteriormente, desde 1973 hasta principios de la década de 1980, Yugoslavia compró más helicópteros Mi-8T para reequipar dos escuadrones del 111.º regimiento del aeropuerto militar de Pleso cerca de Zagreb y el 790.º escuadrón del aeropuerto militar de Divulje cerca de Split, que estaba bajo el mando de Yugoslavia. Armada. En total, la Fuerza Aérea Yugoslava recibió 92 Mi-8T, designados por el Ejército Popular Yugoslavo como el HT-40, mientras que la modificación local de varios helicópteros en variantes de guerra electrónica produjo el HT-40E. Unos 40 helicópteros fueron equipados para operaciones de extinción de incendios. 
Las primeras operaciones de combate de los Mi-8 yugoslavos fueron el transporte de las tropas del ejército popular yugoslavo y las fuerzas de la policía federal a los cruces fronterizos en Eslovenia el 27 de junio de 1991 durante la Guerra de los Diez Días. Los miembros de la Defensa Territorial Eslovena dispararon el MANPAD de Strela 2 y dispararon un helicóptero, matando a todos los tripulantes y pasajeros.
Durante el combate en el invierno de 1991 en la guerra croata y en la primavera de 1992 en la guerra de Bosnia, el Ejército Popular Yugoslavo utilizó la flota Mi-8 para la evacuación de personal herido, el transporte de carga y la búsqueda y rescate de las tripulaciones de Aviones forzados hacia abajo. Como la mayoría de los vuelos se realizaron detrás del frente, las fuerzas croatas pudieron derribar solo un helicóptero, que fue alcanzado por disparos de armas pequeñas cerca de Slavonski Brod el 4 de octubre de 1991.
Después de que los serbios de Bosnia declararon su estado en la primavera de 1992, algunos ex Mi-8 de la Fuerza Aérea Yugoslava continuaron el servicio con las fuerzas armadas de la República Srpska. El inventario del 82.º escuadrón de helicópteros, de la 92.ª brigada de aviación del Ejército de la República Srpska comprendía 12 helicópteros Mi-8T, que continuaron en servicio hasta la Operación Koridor. Durante ese período, la Fuerza Aérea de la República Srpska perdió tres helicópteros Mi-8 en el fuego enemigo. Tres helicópteros pintados en un esquema de color azul y blanco volaron en la primera parte del escuadrón 56 de helicópteros de Krajina Milicija, utilizando el aeropuerto militar de Udbina en Lika como su base principal. La Republika Srpska Air Force continuó operando nueve helicópteros, aunque sufría problemas con el mantenimiento y las piezas de repuesto, hasta que fue disuelta formalmente en 2006.
Por otro lado, los helicópteros Mi-8 también se utilizaron como transporte aéreo principal. La Guardia Nacional de Croacia obtuvo su primera el 23 de septiembre de 1991, cerca de Petrinja, cuando un Mi-8 de la Fuerza Aérea Yugoslava realizó un aterrizaje de emergencia después de ser dañado por fuego de armas pequeñas. Otros 6 helicópteros Mi-8T y 18 Mi-8MTV-1 se compraron a los países del antiguo Pacto de Varsovia durante la guerra, pero solo 16 de ellos sobrevivieron a la guerra. Los Mi-8T restantes se retiraron del servicio en la Fuerza Aérea de Croacia después de la guerra, mientras que los Mi-8MTV continuaron su servicio en el 20.º Escuadrón de Helicópteros de Transporte y el 28.º Escuadrón de Helicópteros de Transporte. Este último ha sido reequipado con nuevos helicópteros Mi-171Sh comprados a Rusia.
El Ejército de la República de Bosnia y Herzegovina obtuvo secretamente helicópteros Mi-8T, Mi-8MTV y Mi-17 de diversas fuentes. Dos helicópteros fueron derribados por las defensas aéreas serbias, uno alrededor de Žepa, mientras que un Mi-17 fue derribado por 2K12 Kub M, matando al ministro de Asuntos Exteriores de Bosnia, Irfan Ljubijankić, algunos otros políticos y la tripulación ucraniana del helicóptero. Unos cuantos Mi-8MTVs croatas apoyaron en secreto las operaciones del Consejo de Defensa croata en Herceg Bosna. Después de la guerra, el Ejército de la Federación de Bosnia y Herzegovina operó los cinco Mi-8MTV y un Mi-8T restantes en la Fuerza Aérea y la Brigada de Defensa Aérea de las Fuerzas Armadas de Bosnia y Herzegovina.
La Fuerza Aérea de Macedonia compró dos helicópteros Mi-8MT en 2001 a Ucrania. Vuelan en el Escuadrón de Helicópteros de Transporte (ex 301. Escuadrón de Helicópteros de Transporte). Uno se estrelló, matando a los 8 pasajeros y 3 tripulantes en un accidente en enero de 2008.
Durante la guerra de Kosovo de 1998–1999, la Fuerza Aérea de Yugoslavia de la República Federativa de Yugoslavia usó los Mi-8 para el transporte de personal y material a las fuerzas en zonas montañosas inaccesibles. La evacuación del personal herido también ocurrió durante el bombardeo de la OTAN en Yugoslavia en 1999, volando a baja altura para evitar la detección por parte de aviones de la OTAN. En 1999, el serbio Mi-8 derribó a Hunter UAV. En el año 2000, un Mi-8 derribó otro UAV. Dos helicópteros Mi-17V operados en secreto por la Unidad de Operaciones Especiales después de 1997 también estuvieron activos durante el conflicto de Kosovo. Después de que la unidad se disolvió en 2003, los helicópteros fueron transferidos a la Fuerza Aérea.
Hoy en día, la Fuerza Aérea de Serbia, sucesora de la Fuerza Aérea de Yugoslavia, opera entre 6–8 helicópteros Mi-8T y 2 Mi-17 en el 138.º Escuadrón de Aviación Mixta de la 204.ª Base Aérea y el 119.º Escuadrón de Helicópteros de Armas Combinadas (ex 199.º regimiento) de la 98.ª base aérea.

### India
India es uno de los mayores usuarios de los helicópteros Mi-8, actualmente usa más de 300 Mi-8 y Mi-17.
Los Mi-8 llegaron a partir de 1971 y pronto se convirtieron en los helicópteros para todo tipo de misión en India. Aunque llegaron tarde para la guerra de 1971 vieron combate en operaciones militares, destacando su participación en la lucha por el glaciar de Siachen en 1989 y en los combates en que se vio involucrada India en Sri Lanka. Además han sido extensamente usados en misiones de rescate, humanitarias y en desastres naturales.

### Cuba
El Mi-8 comenzó a prestar servicio en las Fuerzas Aéreas Cubanas en 1978. El Mi-8 también presta servicio en la aerolínea cubana Aerogaviota,  realizando vuelos a áreas de difícil acceso, para tomas fotográficas y misiones de investigación científica.
Las tripulaciones cubanas fueron enviadas a Angola, donde operaron los Mi-8 del ejército angoleño. Los cubanos aún no tenían demasiada experiencia con los Mi-8 y además hubieron de aprender sobre la marcha cómo operarlos en condiciones de vuelo de Angola: altitud superior a 1000 metros y temperaturas de más de 30 grados Celsius. Debido a la inexperiencia de vuelo y falta de preparación en el Mi-8 se estima que durante los principios de la intervención cubana al menos hubo 12 accidentes al caer al suelo los helicópteros durante los despegues o aterrizajes en las duras condiciones de Angola. También hubieron los cubanos de aprender pronto a volar a ras de tierra cuando los cañones y misiles antiaéreos empezaron a ser frecuentes. Y a partir de 1985 los Mi-8 hubieron de hacer frente también a las incursiones de los Impala surafricanos, que querían derribar a los helicópteros que a abastecían a las guarniciones gubernamentales sitiadas por la opositora UNITA.

### Perú
Cómo parte de la ayuda rusa al terremoto de 1970 se destacaron tres Mi-8 al país, que acabaron siendo donados. Entre 1975 y 1980 se procedió a la compra de cerca de 50 Mi-8, tanto para la Fuerza Aérea (FAP) como para el Ejército del Perú (EP). Les seguiría la Aviación Naval peruana, que se uniría a la estandarización de la flota con la compra de un lote de Mi-8.
A partir del año 1990 estos aparatos comenzaron a ser reemplazados por los Mi-17. Para fines de la década del 2000 se comenzó a evaluar la opción de adquirir la nueva versión Mi-171, que se materializaría con la adquisición de 24 unidades en 2013.

### Estados Unidos
El primer contacto con el Mi-8 tuvo lugar cuando en 1965 se inició una operación encubierta para hacerse con dos Mi-8. La CIA ha sido uno de los operadores del Mi-8, tanto en apoyo de ejércitos locales como de fuerzas especiales occidentales. Los helicópteros Mi-8/17 son empleados por una unidad de aviación militar estadounidense encubierta, la Oficina de Tecnología de Aviación (ATO). Está  bien documentada la utilización de helicópteros Mi-8/17 por parte de la CIA, particularmente en sus operaciones en Afganistán durante los 20 años que siguieron al 11-S.

### Colombia
En 1997 llegaron a Colombia los 12 primeros Mi-8/17, comprados por el gobierno de Ernesto Samper debido al precio y prestaciones de los  helicópteros rusos y la tensión de aquellos años con el gobierno de EEUU. La opción preferida fue el UH-60 pero después de una dura adaptación los colombianos pronto apreciaron lo resistente y económico de operar que era el helicóptero. Posteriormente se adquirieron otros cuatro Mi-17 en 2006 y cinco en 2008. Operan en la división de aviación y asalto aéreo del ejército colombiano, donde han han servido en operaciones ofensivas y en acciones de salvamento aéreo, búsqueda y rescate.

### Nicaragua
Los primeros dos Mi-8 llegaron a Nicaragua en 1981, habiéndose recibido en los años siguientes alrededor de 40 Mi-8 de distintas variantes. Fueron muy empleados en la lucha contra la insurgencia antisandinista hasta que terminó el conflicto en 1990.
La vida de los Mi-8 no fue fácil y para final del conflicto, la Contra nicaragüense reclamaba el derribo de 6 Mi-8, mientras que se cree que un F-5E hondureño derribó un Mi-17 en San Andrés Bocay, en marzo de 1987.
Entre 1990 y 1997 el Gobierno nicaragüense efectuó una restructuración militar que conllevó la disminución de personal y material, incluyendo los helicópteros Mi-8. Así Perú compró 14 Mi-17 y dos Helicópteros Mi-8T fueron a parar a Nueva Zelanda.

### México
La Fuerza Aérea Mexicana compró 24 Mi-17 en dos lotes en 1996 y 1998. También compró 12 helicópteros Mi-8T de segunda mano que fueron reemplazados por los EC-725 Super Puma a partir de 2011.
Actualmente, la Fuerza Aérea Mexicana tiene en plantilla 18 Mi-17-1B (Mi-8MT/Mi-8MTV-1) encuadrados en el Escuadrón Aéreo N.º 303 de la Base Aérea de Santa Lucía. Lamentablemente gran parte de ellos se encuentran en tierra debido a la falta de repuestos y a que sus certificados de aeronavegabilidad están vencidos.
La Secretaría de Marina compró los primeros ocho Mi-17 en 1994. En 1996, tmla Armada compró otros ocho. La Policía Federal también se sumó a la lista de operadores. La Guardia Nacional recibió cuatro Mi-17 que le fueron cedidos procedentes de la disuelta Policía Federal. La Marina opera 23 helicópteros Mi-8/17, tanto artillados como en distintas versiones para transporte de personal y asalto de tropas especiales.

### Argentina
En abril de 2010, aprovechando la visita del primer ministro ruso Dmitri Medvédev se acordó la compra de dos Mi-171E para la FAA.

### China
China compró helicópteros Mi-4 y realizó su versión local, el Harbin Z-5 y luego la evolución al Z-6. Cómo no se pudo desarrollar localmente un helicóptero satisfactorio en 1989 se firmó la compra de 24 Mi-8. En los años siguientes se compraron 60 helicópteros Mi-8. Encantados con la robustez y economía de operación los chinos siguieron comprando hasta tener una flota de unos 350 helicópteros Mi-8/17, siendo el helicóptero táctico más importante del ejército. La fuerza aérea también lo usa y la marina en muy pocas unidades. Dado que China se ha centrado en el desarrollo del Z-20 no se conocen intentos de ingeniería inversa,aunque desde 2020 las modificaciones y mejoras se realizan localmente en China, Se cree que China compró recientemente algunos Mi-17 optimizados para operar a gran altura, con vistas a operarlos en la frontera con India.

### Egipto
Entre el equipo material soviético recibido por Egipto después de 1973 había varios Mi-8. En el inicio de la guerra de 1973 estos helicópteros tuvieron su lugar en el plan de operaciones ya que se los quiso emplear para la inserción de los comandos egipcios profundamente en la retaguardia israelí del Sinaí. Al atardecer del 6 de octubre de 1973 unos 100 helicópteros Mil Mi-8 transportaron a los comandos cerca de sus objetivos en la retaguardia israelí, lo cual incluyó el asalto de un batallón completo de comandos contra una base aérea israelí. Los helicópteros de este asalto fueron interceptados por aviones F-4 y 14 fueron derribados. Un Mi-8 fue capturado intacto por los israelíes, empleado por Israel y enviado a EEUU después de la guerra.

### Siria
Al igual que Egipto también se recibieron helicópteros Mi-8. Estos se emplearon para eludir las tropas israelíes apostadas en las estribaciones del monte Hermón. Los helicópteros Mi-8 llevaron a los comandos sirios detrás de las líneas israelíes. Estas comandos se apoderaron del observatorio que los israelíes habían establecido en la parte superior.
En abril de 1981 dos Mi-8 sirios fueron derribados en incidentes separados el mismo día cuando los F-16 se encontraban atacando objetivos en el sur de Líbano.

### Otros usuarios
Durante la guerra de Yom Kipur de octubre de 1973, Siria desembarcó tropas de fuerzas especiales detrás de las líneas de las Fuerzas de Defensa de Israel en los Altos del Golán en el monte. Hermon, Tel Fares, Vaset, Nafach y Ein Zivan - A Dalve. 
El 4 de diciembre de 2003, un Mi-8 polaco se estrelló cerca de Piaseczno mientras llevaba al primer ministro Leszek Miller, otros diez pasajeros y cuatro tripulantes. No hubo fatalidades. La causa del accidente fue la formación de hielo de los motores. El piloto fue acusado de causar el desastre, pero fue declarado inocente.

## Variantes

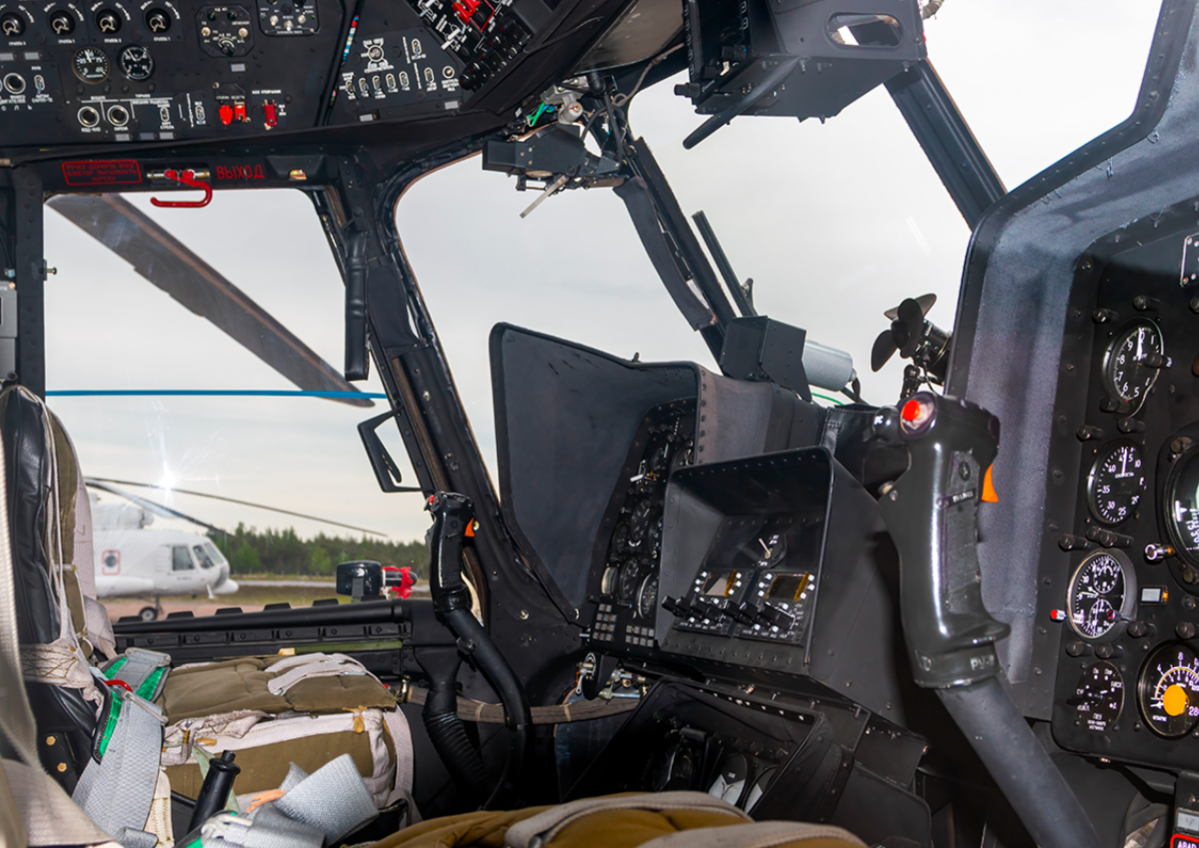
Cabina de helicóptero Mi-8

### Prototipos - Versiones experimentales - Versiones de baja producción
V-8 (OTAN - Hip-A)
Prototipo monomotor.
V-8A
Prototipo bimotor, con turbinas TV2-117.
V-8AT
Prototipo de la versión utilitaria Mi-8T.
Mi-8 (OTAN - Hip-B)
Prototipo bimotor.
Mi-8TG
Modificación para operar con gas LPG.
Mi-18
Prototipo basado en una modificación del Mil Mi-8. Dos Mi-8 fueron alargados en 0,9 metros, el tren de aterrizaje era retráctil, y una puerta deslizante fue instalada en el lateral de la aeronave.

### Variantes de transporte militar

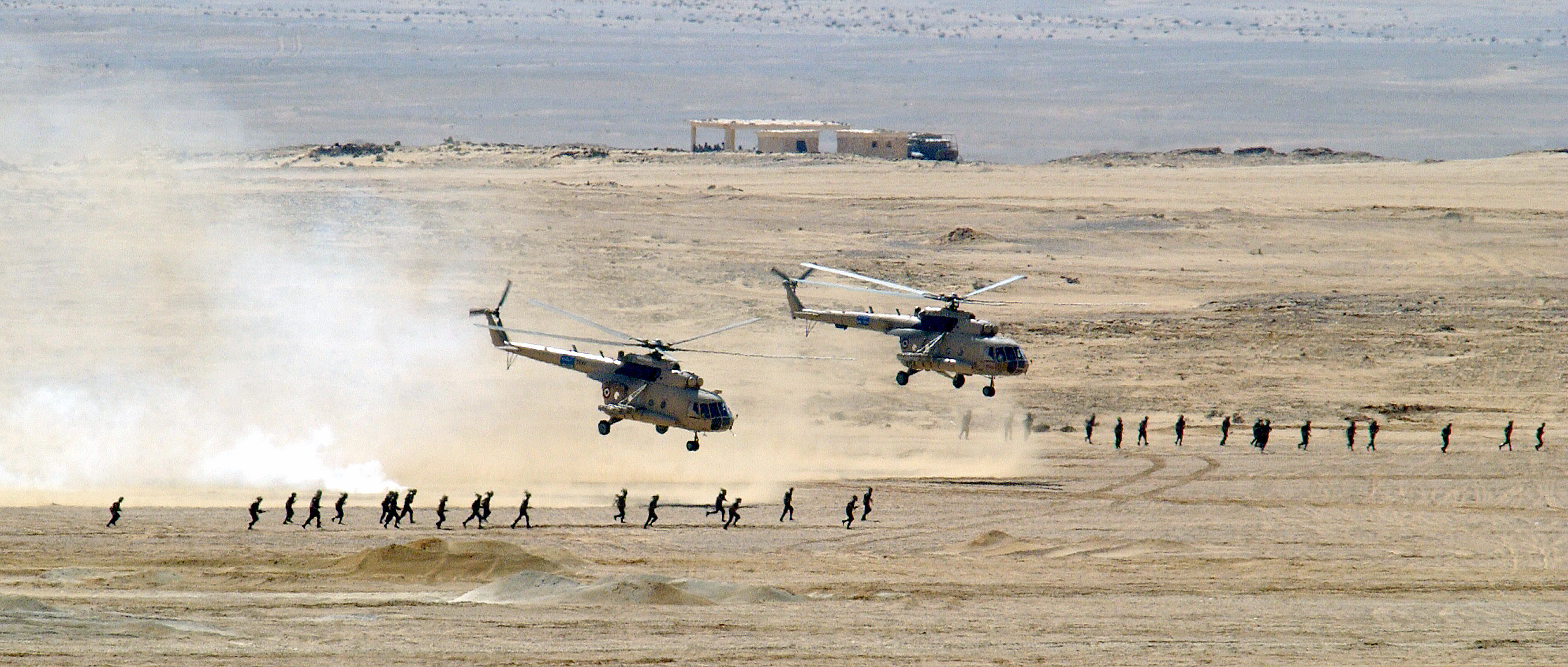
Dos Mi-8 Hip egipcios tras descargar tropas durante un ejercicio.

Mi-8T (OTAN - Hip-C)
Primera versión de producción del helicóptero de transporte, puede transportar contenedores de cohetes no guiados (con cohetes S-5) y ametralladoras instaladas en los laterales.
Mi-8TVK (OTAN - Hip-E)
Versión utilizada como helicóptero artillado. Las modificaciones de la aeronave son dos puntos de carga externos a mayores, contando así con un total de seis, además de una ametralladora de 12,7 mm en la parte delantera.
Mi-8AMTSh (para la exportación - Mi-171Sh)
Variante con una puerta en la parte derecha de la aeronave, y protecciones de Kevlar alrededor de la cabina y de los motores. Algunos de ellos tienen una rampa de carga en vez de las puertas en forma de concha, pudiendo cargar en su interior un vehículo del tamaño de un SUV.

### Variantes de mando y guerra electrónica
Mi-8IV (OTAN - Hip-G, para la exportación - Mi-9)
Versión de mando aéreo con antenas y radar Doppler (basado en la célula del Mi-8T).
Mi-8PPA (OTAN - Hip-K)
Versión con antenas de interferencias.
Mi-8PS (OTAN - Hip-D, también Mi-8TPS)
Versión de mando aéreo.
Mi-8SMV (OTAN - Hip-J)
Versión de interferencias.
Mi-8VPK (OTAN - Hip-D)
Versión de comunicaciones.
Mi-19
Versión de mando aéreo para tanques.
Mi-19R
Versión de mando aéreo similar al Mi-19 para la artillería.

### Otras variantes militares
Mi-8MB
Ambulancia aérea.
Mi-8R
Versión de reconocimiento.
Mi-8K
Versión de observación.

### Variantes civiles
Mi-8P
Transporte de pasajeros civiles.
Mi-8S
Transporte vip.
Mi-8MPS
Versión de búsqueda y salvamento.
Mi-8MA
Versión de exploración polar en el ártico.
Mi-8AT
Transporte civil.
Mi-8ATS
Versión para la agricultura.
Mi-8TL
Versión de investigación de accidentes aéreos.

## Usuarios

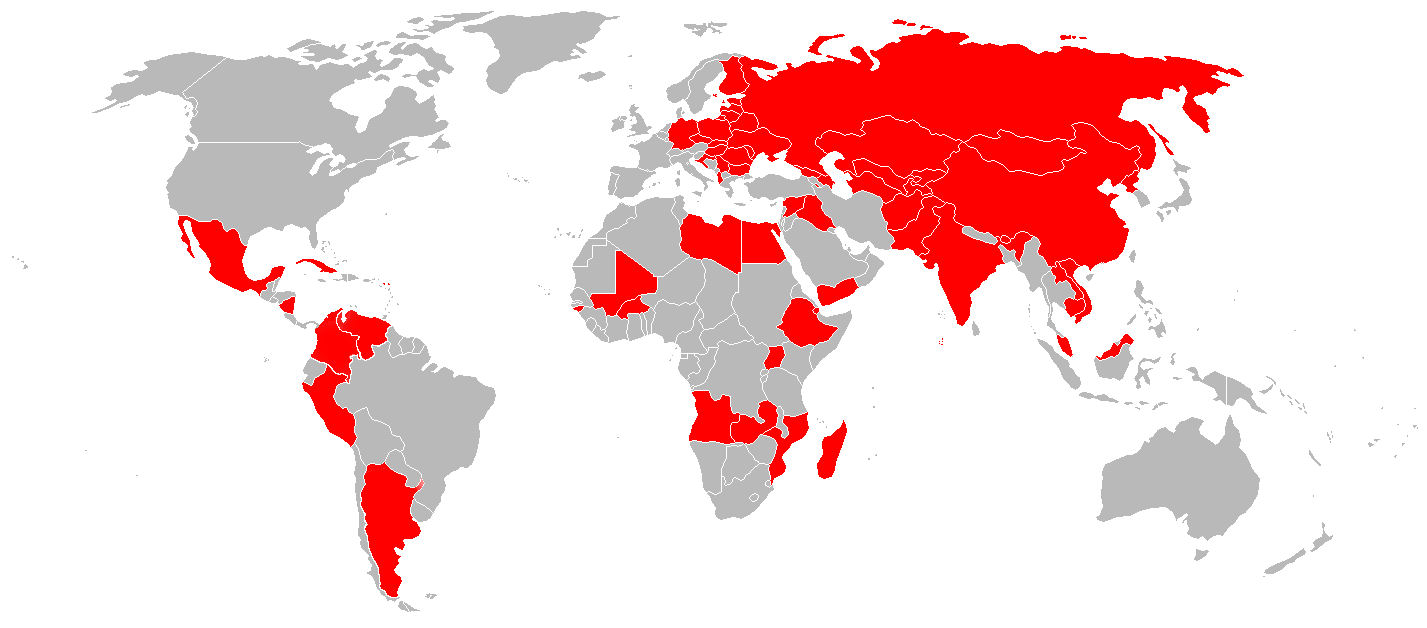
Países usuarios del Mil Mi-8.

### Actuales

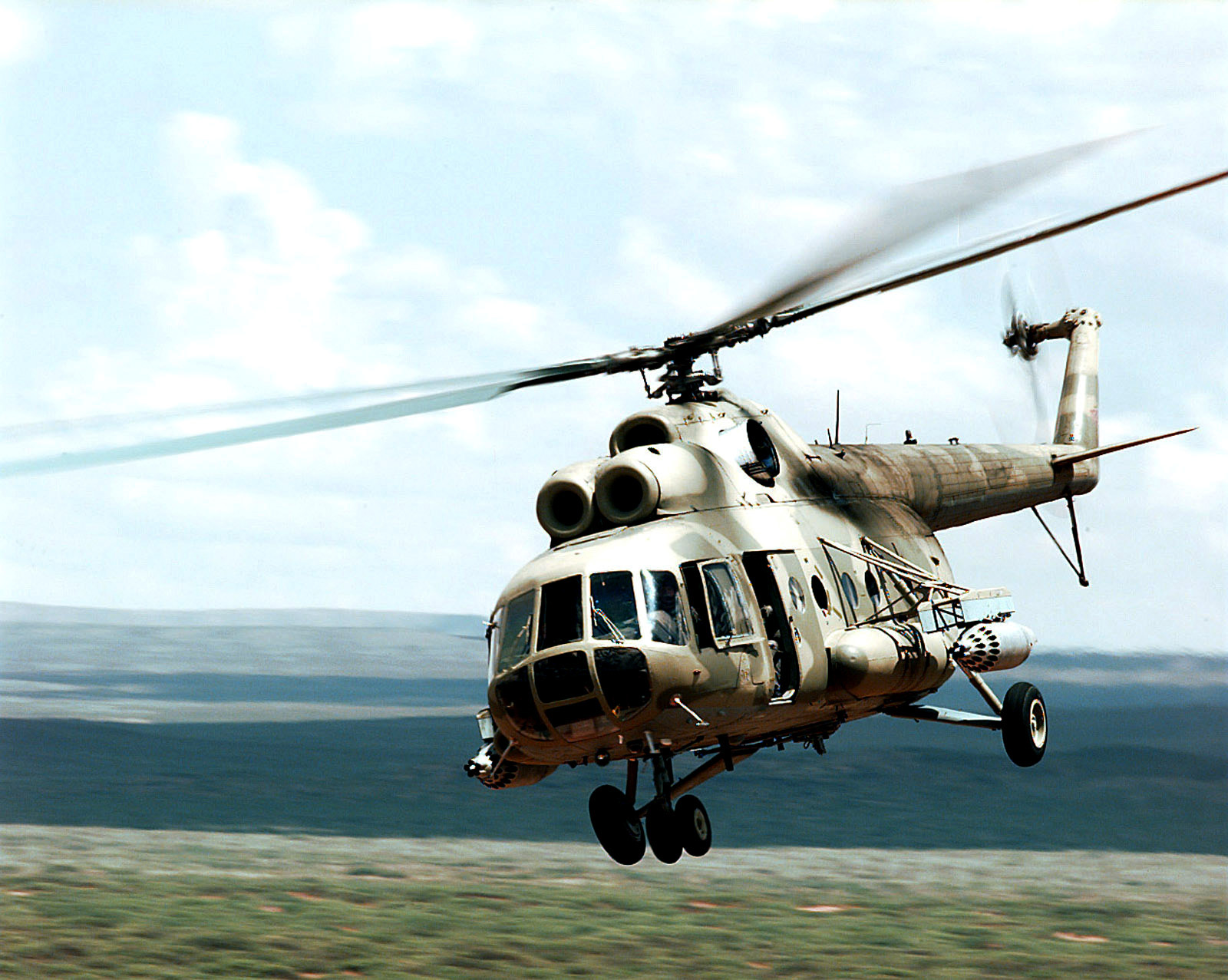
Mil Mi-8 Hip de la Fuerza Aérea de los Estados Unidos durante un ejercicio militar.

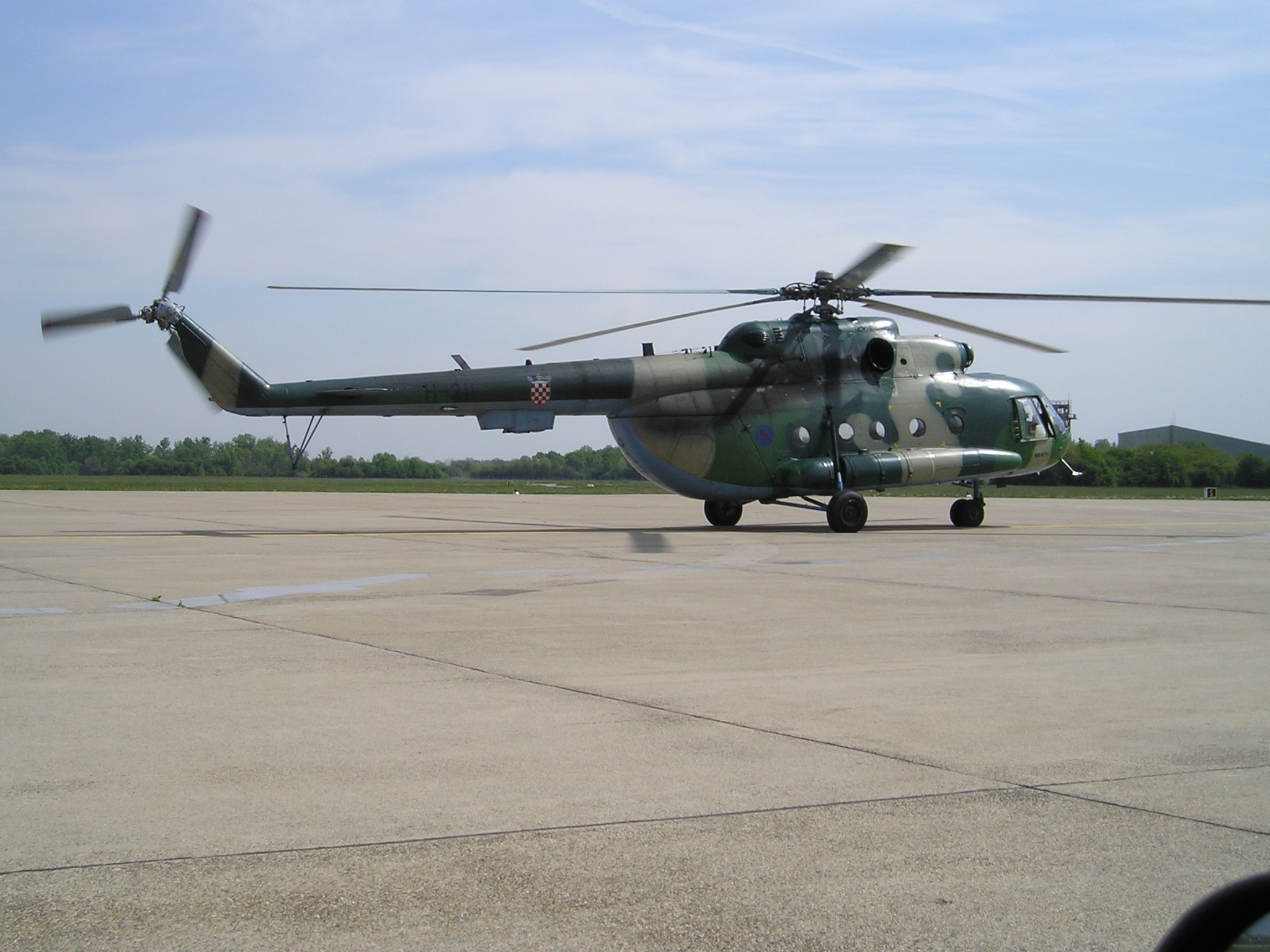
Mil Mi-8MTV-1 croata

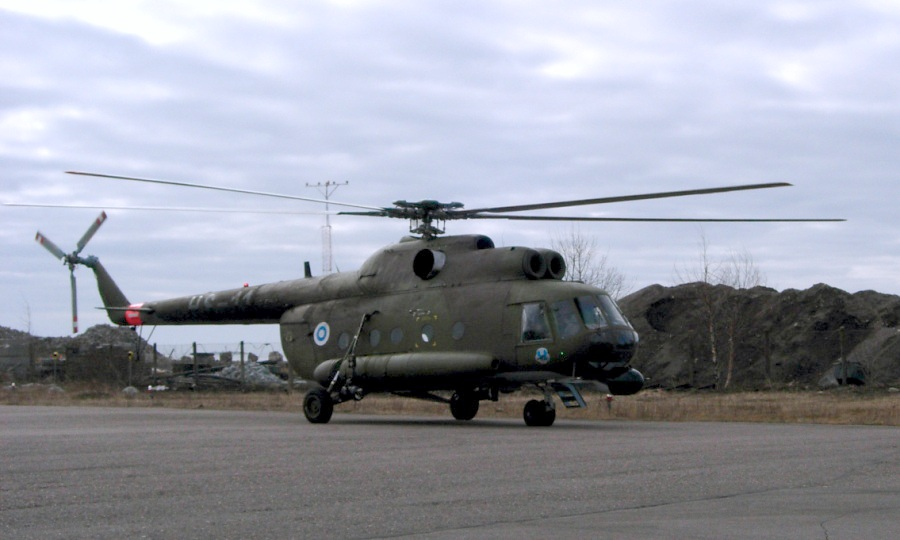
Mi-8 finlandés

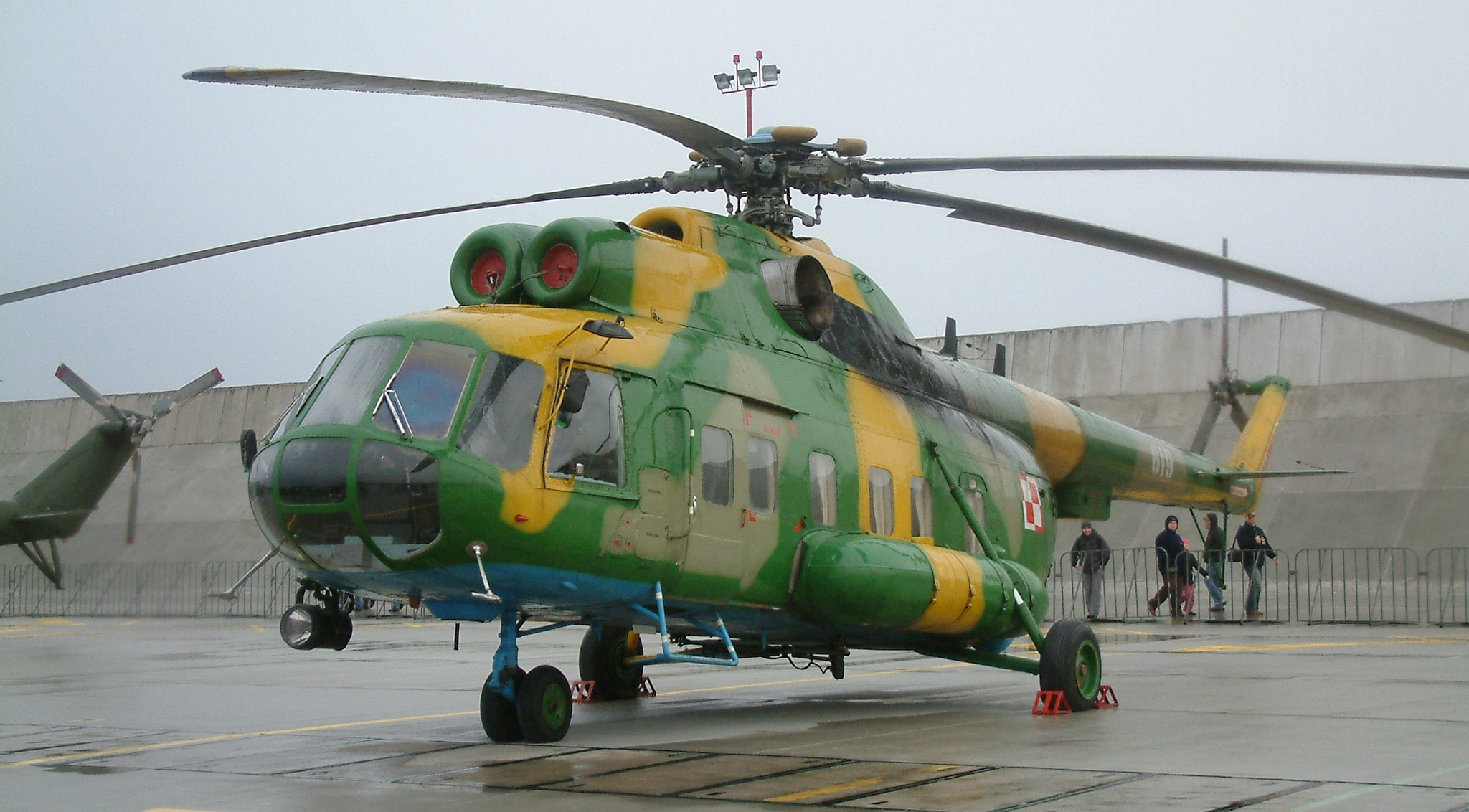
Mi-8S polaco

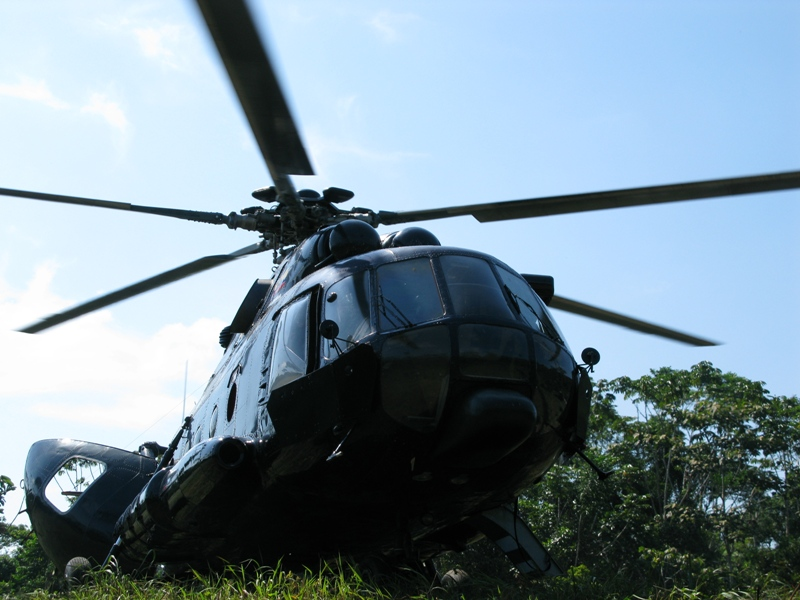
Mi-8 en Colombia.

- Afganistán
- Albania
- Alemania
- Argelia
- Argentina
- Angola
- Anguila
- Armenia
- Azerbaiyán
- Bielorrusia
- Bangladés
- Bután
- Bosnia y Herzegovina
- Bulgaria
- Burkina Faso
- Camboya
- China
- Colombia
- Croacia
- Cuba
- Ecuador
- Egipto
- Estados Unidos
- Estonia
- Etiopía
- Finlandia
- Georgia
- Ghana
- Guinea-Bisáu
- Hungría
- India
- Italia
- Irak
- Irán
- Kazajistán
- Kenia
- Kirguistán
- Laos
- Letonia
- Libia
- Lituania
- Macedonia del Norte
- Madagascar
- Malasia
- Montenegro
- Maldivas
- Mali
- México
- Moldavia
- Mongolia
- Mozambique
- Birmania
- Nepal
- Nicaragua
- Corea del Norte
- Pakistán
- Perú
- Polonia
- República Checa
- Rumania
- Rusia
- Serbia
- Sri Lanka
- Eslovaquia
- Somalia
- Sudán
- Siria
- Tayikistán
- Turkmenistán
- Uganda
- Ucrania
- Uzbekistán
- Vietnam
- Venezuela
- Yemen
- Yibuti
- Zambia

### Antiguos
- Unión Soviética: Pasados a sus estados sucesores.
- República Democrática Alemana: Pasados en la reunificación al Ejército y a la Fuerza Aérea Alemana, en servicio.
- Checoslovaquia: Pasados a sus estados sucesores.

-  República Checa
-  Eslovaquia

- Yugoslavia: Fuerza Aérea de la República Federal Socialista Yugoslava, pasados en el transcurso de las guerras de secesión a las fuerzas beligerantes de sus estados sucesores.

-  República Srpska: Después de su unificación a Bosnia y Herzegovina, se devolvieron algunos a Serbia y otros cedidos a Bosnia-Herzegovina en 1999.
-  República Serbia de Krajina: Después de su derrota y posterior unificación a Croacia, algunos se entregaron como reparación de daños de guerra, y otros pocos fueron devueltos a Serbia.

### Civiles

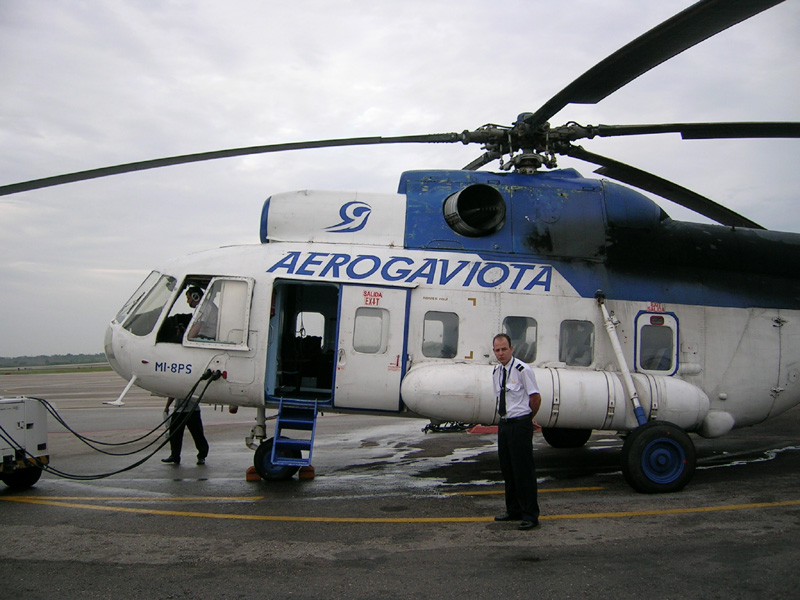
MI-8PS cubano

- Azerbaiyán: Azerbaijan Airlines (Mi-8T)
- Bulgaria: Balkan Bulgarian Airlines
- Colombia: Vertical De Aviación
- China: Eastern General Aviation (Mi-17-1)
- Cuba: Aerogaviota
- Estonia: Border Guard
- Alemania: German Police
- Polonia: LOT Polish Airlines
- Unión Soviética: Aeroflot
- Rusia: Aeroflot
- Rusia: Aerokuznetsk
- Rusia: Altay Airlines
- Rusia: Baltiiskie Avialinii
- Rusia: Barkol
- Rusia: Kazan Enterprise
- Rusia: Murmansk Airlines
- Rusia: Neftavia
- Rusia: Vladivostok Air
- Sierra Leona: Paramount Airlines, UTAir
- Eslovaquia: Air Transport Europe
- Sudáfrica: UTAir S.A.
- Turkmenistán: Turkmenistan Airlines
- Estados Unidos: Blackwater USA
- Vietnam: VASCO - Vietnam Air Services

## Historial de combate

### Guerra Ruso-ucraniana
- Invasión rusa de Ucrania de 2022[4]

## Accidentes e Incidentes
- El 25 de noviembre de 2020, un helicóptero Mil Mi-8MTV-1 perteneciente al Departamento de Aduanas del gobierno ruso, con matrícula RF-38376, número de serie 96064, y con tres personas a bordo, impactó un poste de luz que se encontraba en el aeropuerto.[5]

## Especificaciones técnicas (Mi-8T)

### Características generales
- Tripulación: 3 (Piloto, copiloto e ingeniero a bordo)
- Capacidad: 24 pasajeros 3.000 kg de carga interna/externa
- Carga: 3.000 kg de carga interna/externa
- Longitud: 18,2 m (59,7 ft)
- Diámetro rotor principal: 21,3 m (69,9 ft)
- Altura: 3 m (9,8 ft)
- Área circular: 356 m² (3832,1 ft²)
- Peso vacío: 6990 kg (15 406 lb)
- Peso cargado: 11 100 kg (24 464,4 lb)
- Peso máximo al despegue: 12 000 kg (26 448 lb)
- Planta motriz: 2× Turboeje Klimov TV3-117MT.
  - Potencia: 1482 kW (2043 HP; 2015 CV) cada uno.

### Rendimiento
- Velocidad máxima operativa (Vno): 250 km/h (155 MPH; 135 kt)
- Alcance: 450 km (243 nmi; 280 mi)
- Alcance en ferry: 960 m (3150 ft)
- Techo de vuelo: 4500 m (14 764 ft)
- Régimen de ascenso: 9 m/s (1772 ft/min)

### Armamento
- Puntos de anclaje: 6 con una capacidad de 1500 kg, para cargar una combinación de:     
  - Otros: Cohetes de 57 mm, bombas convencionales y misiles antitanque 9M17 Phalanga

Ametralladora de 12,7mm en cabina manejada por el copiloto, o montadas bajo las semialas.

### Desarrollos relacionados
- Mil Mi-14
- Mil Mi-17
- Mil Mi-24

### Aeronaves similares
- Aérospatiale Puma
- Aérospatiale Gazelle
- CH-46 Sea Knight
- Bell UH-1